# Netelia imitatrix
Netelia imitatrix là một loài tò vò trong họ Ichneumonidae.